# Vårslamfluga
Vårslamfluga (Eristalis picea) är en tvåvingeart som först beskrevs av Carl Fredrik Fallén 1817.  Vårslamfluga ingår i släktet slamflugor, och familjen blomflugor. Arten är reproducerande i Sverige.